# Mamikon Mnatsakanian
Mamikon A. Mnatsakanian (arménien : Մամիկոն Մնացականյան), né le 17 avril 1942 à Erevan et mort le 12 avril 2021 dans la même ville, est un mathématicien arménien associé du projet Project Mathematics! à Caltech.

## Biographie
En 1959, il établit une nouvelle démonstration du théorème de Pythagore.
Il obtient en 1969 son doctorat de physique de l'université d'État d'Erevan, où il devient professeur d'astrophysique. En tant que undergraduate il s'est spécialisé dans le développement de méthodes géométriques pour résoudre des problèmes d'analyse par une approche visuelle qui n'utilise pas de formules, ce qu'il développera plus tard dans son système de calcul intégral visuel.
En 2010, il est nommé par Caltech pour le Ambartsumians International Prize, décerné annuellement par le président de l'Arménie, pour sa contribution au domaine de l'astrophysique théorique.